# گوش‌خراش پولک‌دار
گوش‌خراش پولک‌دار (نام علمی: Ortalis squamata) گونه‌ای از پرندگان از تیرهٔ گوش‌خراشان (Cracidae)، شامل گوش‌خراش‌ها، گوان‌ها و کاکل‌فری‌ها است. این گونه بومی برزیل است.